# Az (lény)
Az földöntúli entitás, Stephen King Az (It) című regényének antihőse és főgonosza is egyben. King valamennyi regényében szereplő gonosz erő közül ő az egyik leghatalmasabb.

## Az természete
Valódi neve ismeretlen az emberek előtt. Azért utalnak rá határozott névelővel, mert alakváltó. Van ugyan egy név, melyet emleget (Bob Gray), ám ez sem fedi a valóságot.
Képes az emberek félelmei mögé látni, és azt ellenük fordítva felvenni annak alakját. A regény első felében szinte alig látni általános alakjában, a Pennywise (Krajcáros) nevű bohócként, ami arra  szolgál, hogy könnyebben el tudja ragadni természetes táplálékát, a városban élő gyerekeket. Bár időnként felnőtteket is magával ragad, a gyermeki félelem a fűszer számára, mely élvezhetőbbé teszi az ételt.

## Az eredete
Az több millió évvel az emberiség kialakulása előtt érkezett erre a világra. Tehát nem ő költözött be Derry városába, hanem az épült őrá. Jól mutatja ezt, hogy barlangja pontosan a város központja alatt található a csatornában. Valahonnan az űr egy távoli szegletéből hullott alá meteoritbecsapódáshoz hasonló esemény kíséretében. Ezt a helyet ő csak „Makroverzumként” említi. Az érkezés után hibernálta magát, mert tudatában volt az emberek eljövetelének. Feltételezhetően első áldozatai bekebelezése után ismét hibernálta magát, és körülbelül huszonhét évenként megint feléledt, táplálkozott, majd visszazuhant az álomba. Ezen ciklusok kezdetét és végét is mindig valamilyen városi katasztrófa jelezte.

## A ciklus
- 1715-1716: Ébren van.
- 1743-1744: Ébren van.
- 1771-1772: Ébren van.
- 1851: Ébredésekor egy John Markson nevű férfi megmérgezi az egész családját, majd gyilkos galócát eszik, így végez magával.
- 1876-1879: Ismét ébren van, hibernációja előtt egy csapat meggyilkolt favágót találnak a Kenduskeag folyó partján.
- 1904-1906: Ébredésekor egy Claude Heroux nevű favágó meggyilkolja jó pár társát a helyi kocsmában. Hibernációja kezdetekor hatalmas robbanás öl meg 108 embert (köztük 88 gyermeket) a helyi vasműben, mikor az felrobban a húsvéti mulatság közben.
- 1929-1930: Az a Bradley-banda nevű bankrabló huligánok meggyilkolásával ébred fel, majd a Fekete Bugyor nevű néger mulató leégésével alszik el ismét.
- 1957-1958: Ébredésekor hatalmas áradás van a városban, ekkor öli meg George Denbrough-t, Bill öccsét. A következő évben a Vesztesek Klubja nevű gyerekekből álló csoport küldi „kényszerpihenőre” a Chüd-szertartás keretein belül.
- 1984-1985: Ébredésekor egy csapat homofób huligán lehajítja Adrian Mellont, a homoszexuális fiatalt a városi csatornába, akit Az öl meg. A következő évben (1985. május 31.) elpusztítják ugyanazok, akik 1958-ban elűzték.

## A Lidércfény
A Lidércfény (Deadlights), a narancssárgás fény, a bohóc mögött látható. Legalábbis a gyerekek így írják le. A fény igazából Az valódi énje és formája. Ez az emberi elme által felfoghatatlan fény abban a makroverzumban található, ahonnan Az évmilliókkal ezelőtt a Földbe csapódott. Szó szerint fény, amely él. Ez a fény képes arra, hogy a belekerülő embereket vagy széttépje, vagy megőrjítse, és örök életre kárhoztatva örök bolyongásra kényszerítse őket magában.
Bill Denbrough kis híján ennek a fénynek az áldozatává válik 1958-ban és 1985-ben is. Előbbi esetben képes egyedül végrehajtania a Chüd szertartást, és ezzel meghátrálásra kényszeríteni Azt. 1985-ben Richie Tozier segítségének köszönhette az életét. Azhoz hasonló lény a Teknősbéka, a galaxisok teremtője, aki Azzal ellentétben semlegesen viszonyul az emberekhez. Ugyanakkor Az ősi ellensége is. Ő, aki figyel és Az, aki eszik.

## Feldolgozásokban
Az 1990-es filmfeldolgozásban Tim Curry formálta meg Azt. A filmben nem derült fény a lény származására, ehelyett illúziókat keltve gyilkoló, emberevő szörnykényt ábrázolták.
A regénybeli Az jóval több, mint szörny. Ott csupán azért materializálódik, mert szüksége van egy fizikai testre, hogy el tudja fogyasztani áldozatait. Ez a test az a hatalmas pók, amit a végén láthatunk. A filmben ez a pók használja a lidércfényt, ami belőle ered. Valójában a lidércfény hozta létre a pókot. Felvetődhet a kérdés, hogy egyáltalán elpusztították-e Azt, vagy amit megölnek, az nem több, mint egy száj a sok közül, amivel Az a világokat falja fel, ahogy maga is fogalmazott.